# Vesre
Vesre (aus revés = umgekehrt) ist eine in Buenos Aires beliebte Wortspielerei. Dabei werden Silben in ihrer Reihenfolge vertauscht und es entstehen neue Kunstwörter. 
Diese Wortspielerei ist Teil der Umgangssprache der porteños (wörtlich Hafenleute; heute Einwohner von Buenos Aires), die vom Lunfardo geprägt ist. Dieser Soziolekt entstand als Geheimsprache innerhalb der Gefängnisse und des Untergrundmilieus Buenos Aires am Anfang des 20. Jahrhunderts, dessen Ausdrücke später in die Umgangssprache der Mittelschicht einflossen. Durch die Bedeutung der Hauptstadt für das gesamte Land sind einzelne Begriffe auch in der Standardsprache Argentiniens gebräuchlich. Heute wird der Lunfardo vor allem noch im Tango verwendet.

## Beispiele
- café → feca (Kaffee)
- calor → lorca (Hitze)
- papel → pelpa (Papier)
- patron → trompa (Chef, Herr)
- peso → sope
- revés → vesre (umgekehrt)

## Sonstiges
Die entsprechende Art der Silbenverdrehung ist auch in der französischen Umgangssprache bekannt, dort heißt sie Verlan.